# Фрата (Пезаро и Урбино)
Фрата је насеље у Италији у округу Пезаро и Урбино, региону Марке.
Према процени из 2011. у насељу је живело 96 становника. Насеље се налази на надморској висини од 358 м.